# Playboy TV
Playboy TV (ranije poznat kao Playboy Channel) televizijski je program koji emitira filmove za odrasle.

## Povijest
Od njegovog lansiranja u 1982. u suradnji s Cablevision koji je na kraju prodala svoj udio natrag na Playboy, Playboy TV je postala vodeći zabavni kanal za odrasle. Playboy TV je dostupan u SAD-u, Švedskoj, Brazilu, Kanadi, Japanu, Meksiku, Novom Zelandu, Portugalu, Grčkoj, Španjolskoj, Norveškoj, i više. Kanal je u vlasništvu Playboy Enterprises.

## Vanjske poveznice
- Službena stranica